# أناتولي ستيسل
أناتولي ميخائيلوفيتش ستيسل ( (الروسية: Анато́лий Миха́йлович Сте́ссель) ؛ (بالألمانية: Anatolij Stößel) (مواليد 10 يوليو 1848 - وفيات 5 يناير 1915) بارون روسي من أصل ألماني وقائد عسكري وجنرال.

## سيرة شخصية
أناتولي ستيسل، المولود عام 1848 وهو ابن الفريق البارون فينوغرادوف ستيسل، تخرج من مدرسة بافل العسكرية عام 1866. شارك ستسيل في الحرب الروسية التركية (1877-1878). بعد ذلك قاد فوج المشاة السادس عشر لادوجا في عام 1897، ثم من عام 1897 إلى عام 1899 فوج كامتشاتكا 44 مشاة. تم تعيينه لقيادة اللواء الثالث لشرق سيبيريا (1899-1903)، وميز نفسه لدوره في قمع حركة الملاكمين من 1899-1901 في تشينغ الصين، حيث أصيب في القتال أثناء معركة تينتسين في يوليو 1900. حصل بعد ذلك على وسام القديس جورج (الدرجة الرابعة).
في 12 أغسطس 1903، قاد ستيسل الحامية الروسية في بورت آرثر في منشوريا – التي بلغ مجموعها أكثر من 50000 رجل. احتلت الإمبراطورية الروسية بورت آرثر منذ عام 1897، وعززت دفاعاتها بشكل كبير وحدثتها في السنوات الفاصلة – تم النظر لموقعها كواحدة من أكثر المناطق تحصينًا في العالم.
بدأت الحرب الروسية اليابانية 1904-1905 في فبراير 1904. تمت ترقية ستيسل إلى حاكم منطقة كوانتونغ العسكرية في مارس 1904، وتم تعيين الملازم الجنرال كونسانتين سميرنوف خلفًا له في ميناء آرثر. ومع ذلك، اختار ستيسل تفسير الأوامر على أنها تعني أن سميرنوف كان تابعًا له، وبقي في بورت آرثر، وألغى أوامر سميرنوف ورفض طلباته للإمدادات والتعزيزات، وأرسل برقيات مضللة إلى القيصر يلوم سميرنوف على أي انتكاسات. كما تجاهل أوامر الجنرال أليكسي كوروباتكين (القائد العام للقوات البرية الروسية في منشوريا) بمغادرة بورت آرثر على مُدمرة (نوع من المركبات) في 3 يوليو 1904. كانت قيادة ستيسل لدفاعات ميناء آرثر غير فعالة طوال حصار ميناء آرثر (يوليو 1904 إلى يناير 1905). في أغسطس 1904، بعد انتصار اليابانيين في معركة نانشان في مايو 1904، رفض ستيسل العروض اليابانية لإجلاء النساء وغير المقاتلين من بورت آرثر، وبحلول الخريف كان هناك نقص في الطعام.

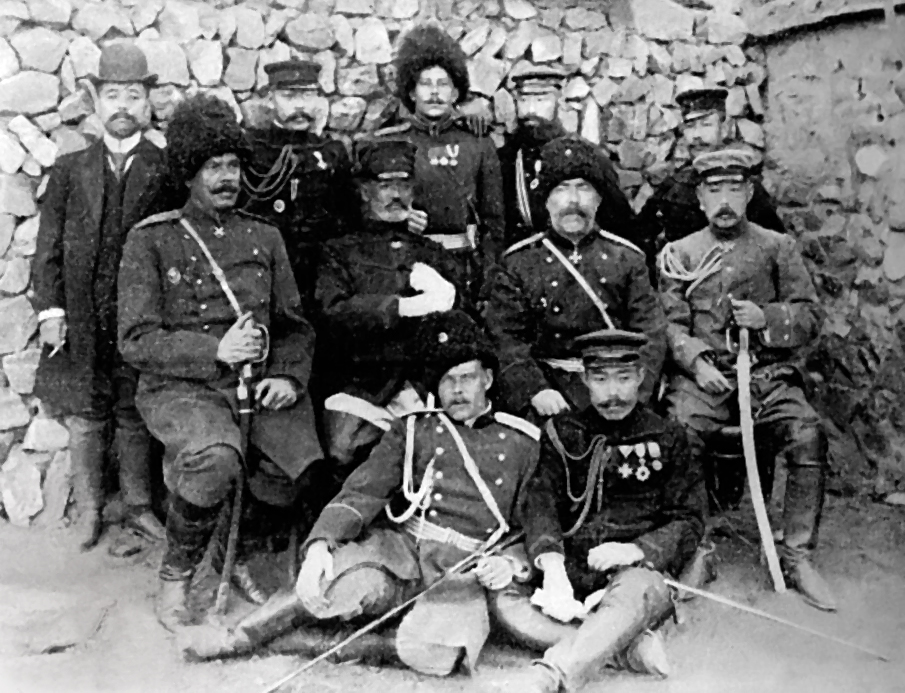
الجنرال نوغي ماريسوكي (يسار الوسط)، أناتولي ستيسل (يمين الوسط) وأتباعهم.

بعد وفاة الجنرال رومان كوندراتينكو في 15 ديسمبر 1904، في حصن شيكوان، عين ستيسل غير الكفء الكسندر فوك مكانه. في 18 ديسمبر 1904، فجر اليابانيون لغمًا وزنه 1800 كيلوغرام تحت حصن تشيكوان (東 鶏 冠 山 北 堡 塁باللغة اليابانية)، والذي سقط في تلك الليلة. في 28 ديسمبر 1904، تم تفجير الألغام تحت حصن إرلونج، مما أدى إلى تدمير هذا الحصن أيضًا.
في 31 ديسمبر 1904، انفجرت سلسلة من الألغام تحت حصن سونغشو، الحصن الرئيسي الوحيد الباقي في بورت آرثر، والذي استسلم في ذلك اليوم. في 1 يناير 1905، سقطت وانتاي أخيرًا في يد اليابانيين. في نفس اليوم، أرسل كل من ستيسل و فوك رسالة مفاجئة إلى الجنرال الياباني نوغي ماريسوكي، يعرضون عليه الاستسلام. لم تتم استشارة أي من كبار القادة الروس الآخرين، مما سبب غضب الكثيرون.
قبل الجنرال نوغي عرض الاستسلام، ووقع الجانبان اتفاق وقف إطلاق النار في 2 يناير 1905، في شويشنغ. بعد احتلالهم للمدينة، فوجئ اليابانيون بالعثور على مخازن كبيرة من المواد الغذائية والذخيرة؛ اعتقد اليابانيون، إلى جانب بعض المسؤولين الروس، أن ستيسل قد استسلم قبل الأوان. بينما احتجزت اليابان الرجال الناجين وضباط الحامية الروسية في بورت آرثر كأسرى حرب، سمحت لـ ستيسل بالعودة إلى سانت بطرسبرغ في أماكن مريحة على متن سفينة ركاب بريطانية. وبعد ذلك، تم تسريح ستيسل من الجيش الإمبراطوري الروسي في 30 سبتمبر 1906، وسرعان ما تم القبض عليه (مع العديد من أعضاء الجيش الروسي) ووجهت لهم محاكمة عسكرية بتهم منها الجبن وتسليم بورت آرثر لليابانيين. بعد عام من المداولات، حُكم عليه بالإعدام في 7 فبراير 1908. تم تخفيف هذه العقوبة فيما بعد إلى السجن لمدة عشر سنوات.
في 6 مايو 1909، أصدر الإمبراطور نيكولاس الثاني عفوا عن ستيسل،  الذي واصل خدمته العسكرية خلال بداية الحرب العالمية الأولى.  توفي عام 1915 في خميلنيك (في فينيتسا أوبلاست الحالية، أوكرانيا).

## أوسمة
- وسام القديس جورج من الدرجة الرابعة.
- وسام القديس جورج من الدرجة الثالثة.
- وسام القديسة آن من الدرجة الثالثة ، من الدرجة الثانية ، من الدرجة الأولى.
- وسام القديس فلاديمير من الدرجة الرابعة من الدرجة الثالثة.
- وسام القديس ستانيسلاوس من الدرجة الأولى، من الدرجة الثانية، من الدرجة الثالثة.
- وسام الشمس المشرقة من الدرجة الثانية (اليابان).
- وسام النسر الأحمر (بروسيا).
- صب لو ميريت، (بروسيا).
- وسام الشجاعة (بلغاريا).

## ملحوظات
1. 1 2 3 4  Kowner,  Historical Dictionary of the Russo-Japanese War, p. 359-360.
2. ↑  
Herman Bernstein in the New York Times, 15 August 1909 - "[...] the 'hero' of Port Arthur, Gen. Anatoly Stoessel, who had been sentenced to imprisonment for ten years in the Fortress of St. Peter and St. Paul for the surrender of Port Arthur, was pardoned by the Emperor." نسخة محفوظة 15 سبتمبر 2022 على موقع واي باك مشين.